# لیگ دسته اول فوتبال انگلستان
لیگ دسته اول فوتبال انگلستان، بالاترین سطح فوتبال انگلستان از سال ۱۸۸۸ تا ۱۹۹۲ بود که با راه‌اندازی لیگ برتر انگلستان در سال ۱۹۹۲ میلادی به سطح دوم فوتبال این کشور تنزل پیدا کرد. این لیگ در سال ۲۰۰۴ منحل اعلام شد و جای خود را چمپیونشیپ داد.

## شمار تیم‌ها
| شمار تیم‌ها | از   | تا   |
| ---------- | ---- | ---- |
| ۱۲         | ۱۸۸۸ | ۱۸۹۱ |
| ۱۴         | ۱۸۹۱ | ۱۸۹۲ |
| ۱۶         | ۱۸۹۲ | ۱۸۹۸ |
| ۱۸         | ۱۸۹۸ | ۱۹۰۵ |
| ۲۰         | ۱۹۰۵ | ۱۹۱۵ |
| ۲۲         | ۱۹۱۹ | ۱۹۸۷ |
| ۲۱         | ۱۹۸۷ | ۱۹۸۸ |
| ۲۰         | ۱۹۸۸ | ۱۹۹۱ |
| ۲۲†        | ۱۹۹۱ | ۱۹۹۵ |
| ۲۴         | ۱۹۹۵ | –    |

† (از ۱۹۹۲) به عنوان لیگ سطح دو فوتبال انگلستان